# Grand Prix Bahrajnu 2018
Grand Prix Bahrajnu 2018, oficjalnie Formula 1 2018 Gulf Air Bahrain Grand Prix – druga runda Mistrzostw Świata Formuły 1 w sezonie 2018. Grand Prix odbyło się w dniach 6–8 kwietnia 2018 roku na torze Bahrain International Circuit na pustyni As-Sachir.

## Lista startowa
| Nr          | Kierowca          | Zespół                           | Samochód                      | Silnik                 | Opony |
| ----------- | ----------------- | -------------------------------- | ----------------------------- | ---------------------- | ----- |
| 2           | Stoffel Vandoorne | McLaren F1 Team                  | McLaren MCL33                 | Renault R.E.18         | P     |
| 3           | Daniel Ricciardo  | Aston Martin Red Bull Racing     | Red Bull RB14                 | TAG Heuer              | P     |
| 5           | Sebastian Vettel  | Scuderia Ferrari                 | Ferrari SF71H                 | Ferrari 062 EVO        | P     |
| 7           | Kimi Räikkönen    | Scuderia Ferrari                 | Ferrari SF71H                 | Ferrari 062 EVO        | P     |
| 8           | Romain Grosjean   | Haas F1 Team                     | Haas VF-18                    | Ferrari 062 EVO        | P     |
| 9           | Marcus Ericsson   | Alfa Romeo Sauber F1 Team        | Sauber C37                    | Ferrari 062 EVO        | P     |
| 10          | Pierre Gasly      | Red Bull Toro Rosso Honda        | Scuderia Toro Rosso STR13     | Honda RA618H           | P     |
| 11          | Sergio Pérez      | Sahara Force India F1 Team       | Force India VJM11             | Mercedes M09 EQ Power+ | P     |
| 14          | Fernando Alonso   | McLaren F1 Team                  | McLaren MCL33                 | Renault R.E.18         | P     |
| 16          | Charles Leclerc   | Alfa Romeo Sauber F1 Team        | Sauber C37                    | Ferrari 062 EVO        | P     |
| 18          | Lance Stroll      | Williams Martini Racing          | Williams FW41                 | Mercedes M09 EQ Power+ | P     |
| 20          | Kevin Magnussen   | Haas F1 Team                     | Haas VF-18                    | Ferrari 062 EVO        | P     |
| 27          | Nico Hülkenberg   | Renault Sport Formula One Team   | Renault R.S.18                | Renault R.E.18         | P     |
| 28          | Brendon Hartley   | Red Bull Toro Rosso Honda        | Scuderia Toro Rosso STR13     | Honda RA618H           | P     |
| 31          | Esteban Ocon      | Sahara Force India F1 Team       | Force India VJM11             | Mercedes M09 EQ Power+ | P     |
| 33          | Max Verstappen    | Aston Martin Red Bull Racing     | Red Bull RB14                 | TAG Heuer              | P     |
| 35          | Siergiej Sirotkin | Williams Martini Racing          | Williams FW41                 | Mercedes M09 EQ Power+ | P     |
| 44          | Lewis Hamilton    | Mercedes AMG Petronas Motorsport | Mercedes AMG F1 W09 EQ Power+ | Mercedes M09 EQ Power+ | P     |
| 55          | Carlos Sainz Jr.  | Renault Sport Formula One Team   | Renault R.S.18                | Renault R.E.18         | P     |
| 77          | Valtteri Bottas   | Mercedes AMG Petronas Motorsport | Mercedes AMG F1 W09 EQ Power+ | Mercedes M09 EQ Power+ | P     |
| Źródło: FIA |                   |                                  |                               |                        |       |

## Wyniki

### Zwycięzcy sesji treningowych
| Sesja       | Nr | Kierowca         | Konstruktor               | Czas     | Okr. |
| ----------- | -- | ---------------- | ------------------------- | -------- | ---- |
| 1           | 3  | Daniel Ricciardo | Red Bull Racing-TAG Heuer | 1:31,060 | 14   |
| 2           | 7  | Kimi Räikkönen   | Ferrari                   | 1:29,817 | 32   |
| 3           | 7  | Kimi Räikkönen   | Ferrari                   | 1:29,868 | 15   |
| Źródło: FIA |    |                  |                           |          |      |

### Kwalifikacje
| P                    | Nr | Kierowca          | Konstruktor               | Czasy w kwalifikacjach | Czasy w kwalifikacjach | Czasy w kwalifikacjach | Poz. s. |
| P                    | Nr | Kierowca          | Konstruktor               | Q1                     | Q2                     | Q3                     | Poz. s. |
| -------------------- | -- | ----------------- | ------------------------- | ---------------------- | ---------------------- | ---------------------- | ------- |
| 1                    | 5  | Sebastian Vettel  | Ferrari                   | 1:29,060               | 1:28,341               | 1:27,958               | 1       |
| 2                    | 7  | Kimi Räikkönen    | Ferrari                   | 1:28,951               | 1:28,515               | 1:28,101               | 2       |
| 3                    | 77 | Valtteri Bottas   | Mercedes                  | 1:29,275               | 1:28,794               | 1:28,124               | 3       |
| 4                    | 44 | Lewis Hamilton    | Mercedes                  | 1:29,396               | 1:28,458               | 1:28,220               | 9       |
| 5                    | 3  | Daniel Ricciardo  | Red Bull Racing-TAG Heuer | 1:29,552               | 1:28,962               | 1:28,398               | 4       |
| 6                    | 10 | Pierre Gasly      | Scuderia Toro Rosso-Honda | 1:30,121               | 1:29,836               | 1:29,329               | 5       |
| 7                    | 20 | Kevin Magnussen   | Haas-Ferrari              | 1:29,594               | 1:29,623               | 1:29,358               | 6       |
| 8                    | 27 | Nico Hülkenberg   | Renault                   | 1:30,260               | 1:29,187               | 1:29,570               | 7       |
| 9                    | 31 | Esteban Ocon      | Force India-Mercedes      | 1:30,338               | 1:30,009               | 1:29,874               | 8       |
| 10                   | 55 | Carlos Sainz Jr.  | Renault                   | 1:29,893               | 1:29,802               | 1:29,986               | 10      |
| 11                   | 28 | Brendon Hartley   | Scuderia Toro Rosso-Honda | 1:30,412               | 1:30,105               |                        | 11      |
| 12                   | 11 | Sergio Pérez      | Force India-Mercedes      | 1:30,218               | 1:30,156               |                        | 12      |
| 13                   | 14 | Fernando Alonso   | McLaren-Renault           | 1:30,530               | 1:30,212               |                        | 13      |
| 14                   | 2  | Stoffel Vandoorne | McLaren-Renault           | 1:30,479               | 1:30,525               |                        | 14      |
| 15                   | 33 | Max Verstappen    | Red Bull Racing-TAG Heuer | 1:29,374               | –                      |                        | 15      |
| 16                   | 8  | Romain Grosjean   | Haas-Ferrari              | 1:30,530               |                        |                        | 16      |
| 17                   | 9  | Marcus Ericsson   | Sauber-Ferrari            | 1:31,063               |                        |                        | 17      |
| 18                   | 35 | Siergiej Sirotkin | Williams-Mercedes         | 1:31,414               |                        |                        | 18      |
| 19                   | 16 | Charles Leclerc   | Sauber-Ferrari            | 1:31,420               |                        |                        | 19      |
| 20                   | 18 | Lance Stroll      | Williams-Mercedes         | 1:31,503               |                        |                        | 20      |
| 107% czasu: 1:35,178 |    |                   |                           |                        |                        |                        |         |
| Źródło: FIA          |    |                   |                           |                        |                        |                        |         |

Uwagi
1. ↑  Lewis Hamilton otrzymał karę cofnięcia o 5 pozycje za nieplanowaną wymianę skrzyni biegów[6].
2. 1 2  Fernando Alonso i Romain Grosjean ustanowili identyczne czasy w pierwszej części kwalifikacji. Wyżej sklasyfikowano Alonsa, ponieważ uzyskał czas jako pierwszy.

### Wyścig
| P                     | Nr | Kierowca          | Konstruktor               | Okr. | Czas                 | Start | +/−       | Pit | Opony                                            | Punkty |
| --------------------- | -- | ----------------- | ------------------------- | ---- | -------------------- | ----- | --------- | --- | ------------------------------------------------ | ------ |
| 1                     | 5  | Sebastian Vettel  | Ferrari                   | 57   | 1:32:01,940          | 1     | Bez zmian | 1   | Supermiękka · Miękka                             | 25     |
| 2                     | 77 | Valtteri Bottas   | Mercedes                  | 57   | +0,699               | 3     | 1         | 1   | Supermiękka · Pośrednia                          | 18     |
| 3                     | 44 | Lewis Hamilton    | Mercedes                  | 57   | +6,512               | 9     | 6         | 1   | Miękka · Pośrednia                               | 15     |
| 4                     | 10 | Pierre Gasly      | Scuderia Toro Rosso-Honda | 57   | +1:02,234            | 5     | 1         | 2   | Supermiękka · Miękka · Supermiękka               | 12     |
| 5                     | 20 | Kevin Magnussen   | Haas-Ferrari              | 57   | +1:15,046            | 6     | 1         | 2   | Supermiękka · Supermiękka · Miękka               | 10     |
| 6                     | 27 | Nico Hülkenberg   | Renault                   | 57   | +1:39,024            | 7     | 1         | 2   | Supermiękka · Miękka · Supermiękka               | 8      |
| 7                     | 14 | Fernando Alonso   | McLaren-Renault           | 56   | +1 okrążenie         | 13    | 6         | 2   | Miękka · Pośrednia · Supermiękka                 | 6      |
| 8                     | 2  | Stoffel Vandoorne | McLaren-Renault           | 56   | +1 okrążenie         | 14    | 6         | 2   | Supermiękka · Miękka · Pośrednia                 | 4      |
| 9                     | 9  | Marcus Ericsson   | Sauber-Ferrari            | 56   | +1 okrążenie         | 17    | 8         | 1   | Miękka · Pośrednia                               | 2      |
| 10                    | 31 | Esteban Ocon      | Force India-Mercedes      | 56   | +1 okrążenie         | 8     | 2         | 2   | Supermiękka · Pośrednia · Miękka                 | 1      |
| 11                    | 55 | Carlos Sainz Jr.  | Renault                   | 56   | +1 okrążenie         | 10    | 1         | 2   | Supermiękka · Supermiękka · Miękka               |        |
| 12                    | 16 | Charles Leclerc   | Sauber-Ferrari            | 56   | +1 okrążenie         | 19    | 7         | 2   | Miękka · Pośrednia · Supermiękka                 |        |
| 13                    | 8  | Romain Grosjean   | Haas-Ferrari              | 56   | +1 okrążenie         | 16    | 3         | 3   | Supermiękka · Miękka · Supermiękka · Supermiękka |        |
| 14                    | 18 | Lance Stroll      | Williams-Mercedes         | 56   | +1 okrążenie         | 20    | 6         | 2   | Miękka · Supermiękka · Pośrednia                 |        |
| 15                    | 35 | Siergiej Sirotkin | Williams-Mercedes         | 56   | +1 okrążenie         | 18    | 3         | 2   | Miękka · Pośrednia · Supermiękka                 |        |
| 16                    | 11 | Sergio Pérez      | Force India-Mercedes      | 56   | +1 okrążenie         | 12    | 4         | 2   | Miękka · Pośrednia · Supermiękka                 |        |
| 17                    | 28 | Brendon Hartley   | Scuderia Toro Rosso-Honda | 56   | +1 okrążenie         | 11    | 6         | 2   | Supermiękka · Miękka · Supermiękka               |        |
| NS                    | 7  | Kimi Räikkönen    | Ferrari                   | 35   | NU (koło)            | 2     |           | 1   | Supermiękka · Miękka                             |        |
| NS                    | 33 | Max Verstappen    | Red Bull Racing-TAG Heuer | 3    | NU (skrzynia biegów) | 15    |           | 1   | Miękka · Supermiękka                             |        |
| NS                    | 3  | Daniel Ricciardo  | Red Bull Racing-TAG Heuer | 1    | NU (elektryka)       | 4     |           | 0   | Supermiękka                                      |        |
| Źródło: FIA, RaceFans |    |                   |                           |      |                      |       |           |     |                                                  |        |

Uwagi
1. ↑  Sergio Pérez ukończył wyścig na dwunastym miejscu, ale otrzymał karę 30 sekund doliczonych do uzyskanego czasu za wyprzedzenie Brendona Hartley’a na okrążeniu formującym[9].
2. ↑  Brendon Hartley ukończył wyścig na trzynastym miejscu, ale otrzymał karę 30 sekund doliczonych do uzyskanego czasu za nieodzyskanie utraconej pozycji na okrążeniu formującym przed dojechaniem do pierwszej linii samochodu bezpieczeństwa[9].

### Najszybsze okrążenie
| Nr          | Kierowca        | Konstruktor | Czas     | Okr. |
| ----------- | --------------- | ----------- | -------- | ---- |
| 77          | Valtteri Bottas | Mercedes    | 1:33,740 | 22   |
| Źródło: FIA |                 |             |          |      |

### Prowadzenie w wyścigu
| Nr                              | Kierowca         | Konstruktor | Okrążenia   | Suma |
| ------------------------------- | ---------------- | ----------- | ----------- | ---- |
| 5                               | Sebastian Vettel | Ferrari     | 1–17, 26–57 | 49   |
| 77                              | Valtteri Bottas  | Mercedes    | 18–20       | 3    |
| 44                              | Lewis Hamilton   | Mercedes    | 21–25       | 5    |
| \| Wykres \| \| ------ \| \| \| |                  |             |             |      |
| Źródło: FIA                     |                  |             |             |      |
| Wykres                          |                  |             |             |      |
|                                 |                  |             |             |      |

## Klasyfikacja po wyścigu

### Kierowcy
| P           |           | Kierowca          | Zgł. | Punkty | P1 | P2 | P3 | PP | NO | NS | NU |
| ----------- | --------- | ----------------- | ---- | ------ | -- | -- | -- | -- | -- | -- | -- |
| 1           | Bez zmian | Sebastian Vettel  | 2    | 50     | 2  | –  | –  | 1  | –  | –  | –  |
| 2           | Bez zmian | Lewis Hamilton    | 2    | 33     | –  | 1  | 1  | 1  | –  | –  | –  |
| 3           | 5         | Valtteri Bottas   | 2    | 22     | –  | 1  | –  | –  | 1  | –  | –  |
| 4           | 1         | Fernando Alonso   | 2    | 16     | –  | –  | –  | –  | –  | –  | –  |
| 5           | 2         | Kimi Räikkönen    | 2    | 15     | –  | –  | 1  | –  | –  | 1  | 1  |
| 6           | 1         | Nico Hülkenberg   | 2    | 14     | –  | –  | –  | –  | –  | –  | –  |
| 7           | 3         | Daniel Ricciardo  | 2    | 12     | –  | –  | –  | –  | 1  | 1  | 1  |
| 8           | N         | Pierre Gasly      | 2    | 12     | –  | –  | –  | –  | –  | 1  | 1  |
| 9           | N         | Kevin Magnussen   | 2    | 10     | –  | –  | –  | –  | –  | 1  | 1  |
| 10          | 4         | Max Verstappen    | 2    | 8      | –  | –  | –  | –  | –  | 1  | 1  |
| 11          | 2         | Stoffel Vandoorne | 2    | 6      | –  | –  | –  | –  | –  | –  | –  |
| 12          | N         | Marcus Ericsson   | 2    | 2      | –  | –  | –  | –  | –  | 1  | 1  |
| 13          | 3         | Carlos Sainz Jr.  | 2    | 1      | –  | –  | –  | –  | –  | –  | –  |
| 14          | 2         | Esteban Ocon      | 2    | 1      | –  | –  | –  | –  | –  | –  | –  |
| 15          | 4         | Sergio Pérez      | 2    | 0      | –  | –  | –  | –  | –  | –  | –  |
| 16          | 3         | Charles Leclerc   | 2    | 0      | –  | –  | –  | –  | –  | –  | –  |
| 17          | N         | Romain Grosjean   | 2    | 0      | –  | –  | –  | –  | –  | 1  | 1  |
| 18          | 4         | Lance Stroll      | 2    | 0      | –  | –  | –  | –  | –  | –  | –  |
| 19          | 4         | Brendon Hartley   | 2    | 0      | –  | –  | –  | –  | –  | –  | –  |
| 20          | N         | Siergiej Sirotkin | 2    | 0      | –  | –  | –  | –  | –  | 1  | 1  |
| Źródło: FIA |           |                   |      |        |    |    |    |    |    |    |    |

### Konstruktorzy
| P           |           | Konstruktor               | Zgł. | Punkty | P1 | P2 | P3 | PP | NO | NS | NU |
| ----------- | --------- | ------------------------- | ---- | ------ | -- | -- | -- | -- | -- | -- | -- |
| 1           | Bez zmian | Ferrari                   | 4    | 65     | 2  | –  | 1  | 1  | –  | 1  | 1  |
| 2           | Bez zmian | Mercedes                  | 4    | 55     | –  | 2  | 1  | 1  | 1  | –  | –  |
| 3           | 1         | McLaren-Renault           | 4    | 22     | –  | –  | –  | –  | –  | –  | –  |
| 4           | 1         | Red Bull Racing-TAG Heuer | 4    | 20     | –  | –  | –  | –  | 1  | 2  | 2  |
| 5           | Bez zmian | Renault                   | 4    | 15     | –  | –  | –  | –  | –  | –  | –  |
| 6           | 3         | Scuderia Toro Rosso-Honda | 4    | 12     | –  | –  | –  | –  | –  | 1  | 1  |
| 7           | N         | Haas-Ferrari              | 4    | 10     | –  | –  | –  | –  | –  | 2  | 2  |
| 8           | 1         | Sauber-Ferrari            | 4    | 2      | –  | –  | –  | –  | –  | 1  | 1  |
| 9           | 3         | Force India-Mercedes      | 4    | 1      | –  | –  | –  | –  | –  | –  | –  |
| 10          | 2         | Williams-Mercedes         | 4    | 0      | –  | –  | –  | –  | –  | 1  | 1  |
| Źródło: FIA |           |                           |      |        |    |    |    |    |    |    |    |